# Pyttipanna

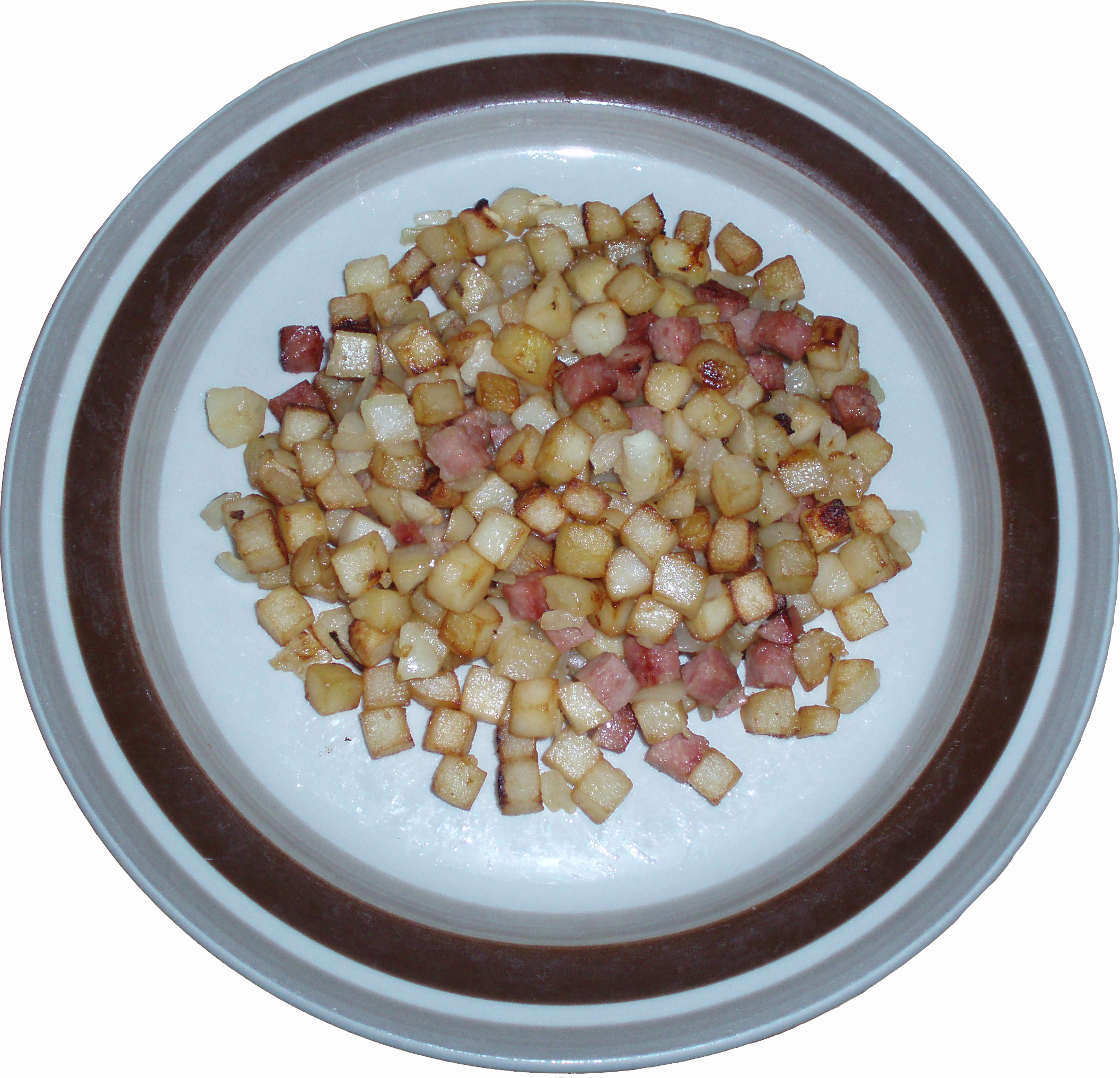
En tallrik med pyttipanna.

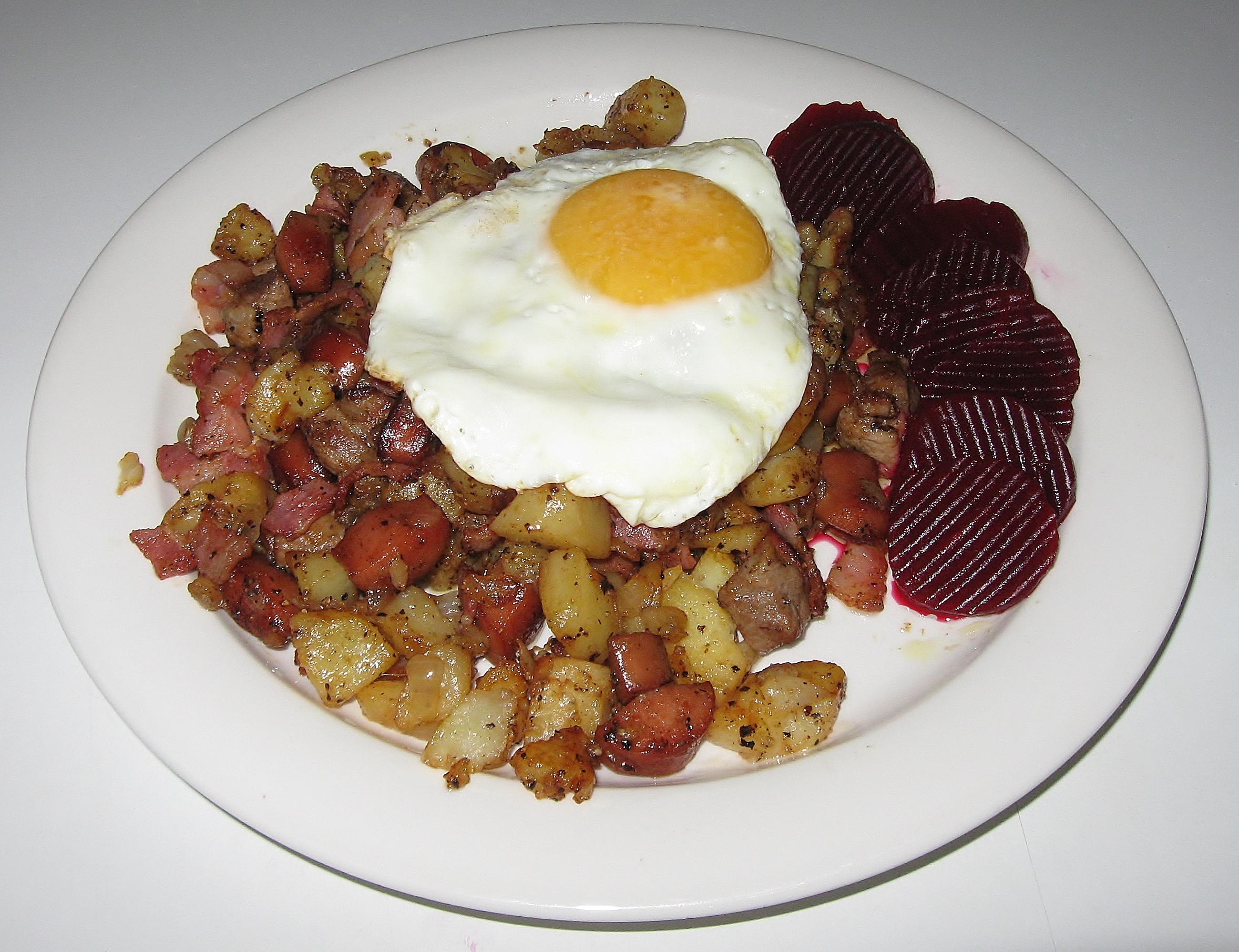
Pyttipanna med stekt ägg och skivade rödbetor.

Pyttipanna, även särskrivet pytt i panna, är en maträtt som brukar räknas som svensk husmanskost. Tärnad potatis utgör stommen i denna rätt och blandas med grovhackad lök. Köttbitarna i rätten kan vara av exempelvis nöt och fläsk, korvbitar eller köttbullar. Alltihop steks tillsammans i varm stekpanna. Vissa recept innehåller även worcestershiresås.
En portion pyttipanna serveras traditionellt med stekt ägg eller rå äggula, inlagda rödbetor, HP-sås och eventuellt en persiljekvist. Många gånger består rätten av rester från tidigare måltider under veckan, vilket givit rätten det mindre smickrande smeknamnet hänt i veckan vilket anspelar på veckotidningen med samma namn.

## Etymologi
Namnets ursprung är något omtvistat och finns belagt åtminstone från 1898. Enligt Svensk etymologisk ordbok hette det puttipanna, med betydelsen "putta i panna", och pyttipanna skulle då vara en ombildning. Enligt Svensk ordbok och Svenska Akademiens ordbok kommer ordet pyttipanna eventuellt av pytt i betydelsen "något smått".

## Varianter
- Pytt Bellman eller Doppsko – gräddstuvad pyttipanna[6]
- Biff Greta – skiljer sig främst genom att köttet smaksätts med senap.
- Biff Rydberg – görs på råstekt potatis och kött av hög kvalitet. Serveras med rå äggula.
- Kycklingpytt – köttet består uteslutande av tärnad kyckling.
- Laxpytt – köttet ersätts av tärnad lax.
- Vegetarisk pytt – köttet ersätts av tärnade rotfrukter[7], tofu, halloumi, svamp[7] eller Quorn.
- Trädgårdspytt – en vegetarisk pytt med tärnad potatis, tärnade rotfrukter som t.ex. morötter, rotselleri, palsternacka och lök samt kryddad med timjan och rosmarin.[8] Den lämpar sig även som tillbehör till andra maträtter.[8]
- Krögarpytt – en finskuren/småtärnad variant av pytt-i-panna från varumärket Felix. Krögarpytt är ett registrerat varumärke och får endast säljas av Felix.[9]

## Pyttipanna i Norden

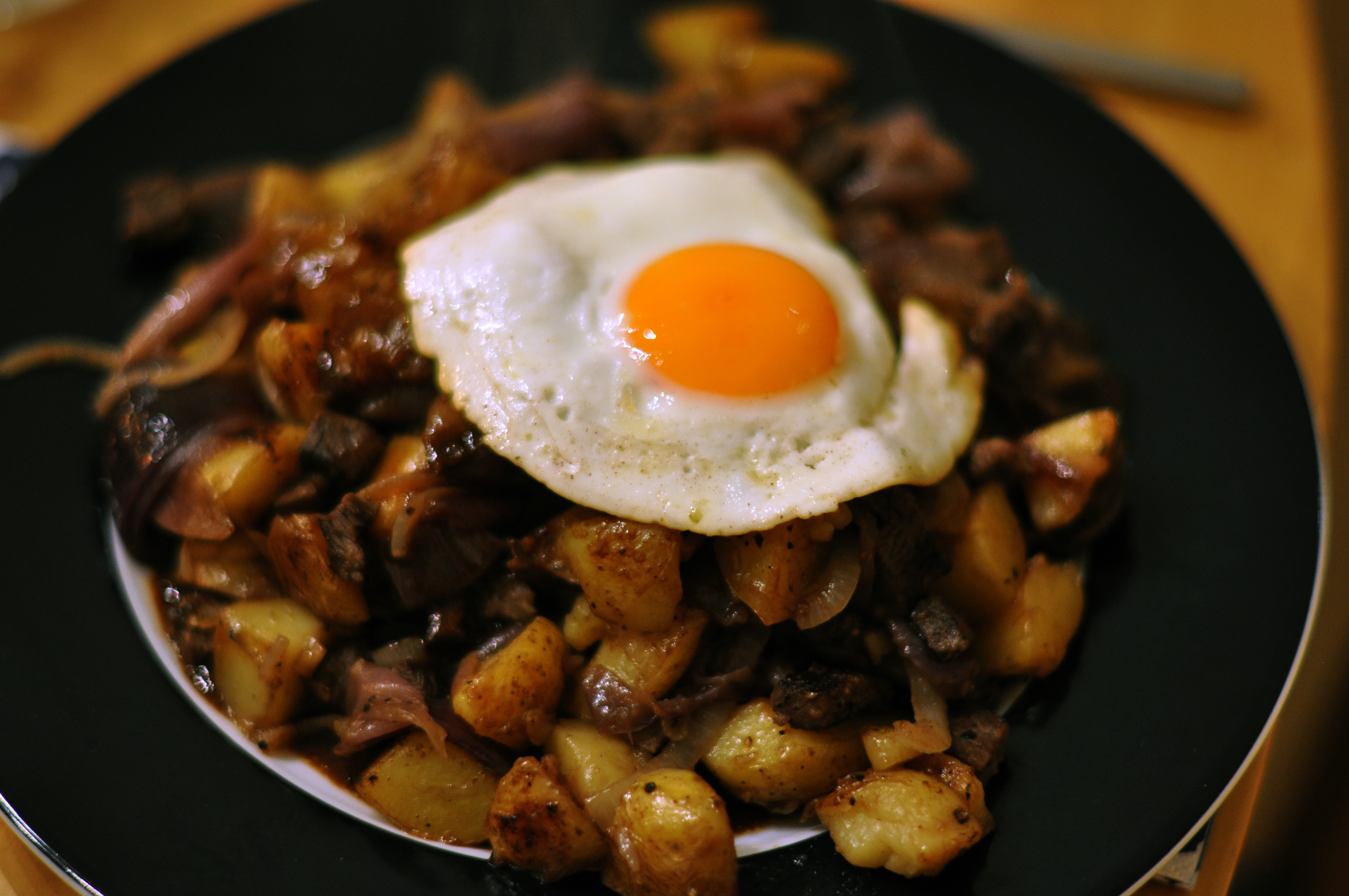
Biksemad med stekt ägg.

I Danmark kallas pyttipanna biksemad. I Finland är pyttipanna också en populär rätt. På finska kallas rätten pyttipannu. I Norge omtalas rätten som pytt i panne.